# Prosoplus pictus
Prosoplus pictus là một loài bọ cánh cứng trong họ Cerambycidae.